# Gabriele Targhetta
Gabriele Targhetta (Monza, 17 marzo 2006) è un ginnasta italiano.

## Biografia
È cresciuto nella società Spes Mestre. E' allenato dall'ex ginnasta Gianmatteo Centazzo, che rappresentò l'Italia ai Giochi olimpici di Barcellona 1992 e vinse un oro ai Giochi del Mediterraneo e uno alle Universiadi del 1993.
Ha ottenuto un riconoscimento di rilievo creando un nuovo elemento tecnico nel cavallo con maniglie, un'uscita innovativa che è stata ufficialmente inserita nel Codice dei Punteggi della ginnastica artistica maschile con il nome di "uscita Targhetta". Questo traguardo lo ha reso uno dei pochi ginnasti italiani ad aver firmato un elemento originale nella disciplina.
Ha esordito a livello continentale ai Campionati europei individuali di Lipsia 2025, dove ha vinto la medaglia di bronzo nel cavallo con maniglie, terminando alle spalle degli armeni Hamlet Manukyan e Mamikon Khachatryan.

## Palmarès
- Europei

Lipsia 2025: bronzo nel cavallo con maniglie;